# 趙紫陽軟禁中的談話
趙紫陽軟禁中的談話（邦題: 趙紫陽 中国共産党への遺言と「軟禁」15年余）は、第2代中国共産党総書記であった趙紫陽の親友である宗鳳鳴が編集し、香港の開放出版社から出版された書籍である。日本では2008年7月に高岡正展訳で「趙紫陽―中国共産党への遺言と「軟禁」15年余」というタイトルにてビジネス社から出版されている。

## 概要
1989年の六四天安門事件で失脚した趙紫陽が軟禁されていた1991年7月から2004年10月までの16年間、宗鳳鳴が気功師の名目で北京の富強胡同6号監房にいる趙紫陽を訪ね、思想と情報を交換し、中国の社会における政治的発展を議論した。宗鳳鳴は会話が終わるたびに会話の内容をすぐに記録し、その結果をまとめたのがこの本である。この本には趙紫陽との100編の談話が収録されており、趙紫陽との会話はほとんどがこの本で初公開されている。その中には、1989年6月4日の天安門事件における内情や、当時の政権指導者に対する意見や論評などが含まれており、さらに法輪功弾圧への反対など、軟禁後から亡くなるまでの十数年間の趙紫陽の思想の軌跡を見ることができる、趙紫陽に関する数少ない生の情報である。この本の序文によれば、著者は原稿を趙紫陽に見せたという。
本が出版されると中国の公安当局は宗鳳鳴に対し幾度も事情聴取を行うなど圧力をかけ、本の出版は反革命的だと家族を脅した。その後、2007年2月に宗鳳鳴は心臓発作で入院したが、その数カ月後には自宅に戻って療養生活を開始した。この本は中国で禁書となっている。

## 参考
- 趙紫陽
- 天安門事件
- 中国大陸で禁書とされる香港・台湾の書物
- 中華人民共和国の出版禁止物リスト